# Sabri Boukadoum
Sabri Boukadoum (in arabo: صبري بوقادوم; Costantina, 1º settembre 1958) è un politico e diplomatico algerino, ministro degli Esteri dell'Algeria dal 2 aprile 2019. Per un breve periodo, dal 18 al 29 dicembre 2019, è stato inoltre primo ministro ad interim.
Precedentemente è stato membro della squadra diplomatica del Governo algerino dal 2013.

## Biografia
Nato il 1º settembre 1958 a Costantina, nell'Algeria nord-orientale, si è laureato presso la sezione diplomatica dell'École nationale d'administration.
Tra il 1987 e il 1988, Boukadoum è stato primo segretario dell'ambasciata algerina a Budapest, mentre dal 1988 al 1992 ha lavorato come consigliere all'ONU a New York. Nel 1996 è stato promosso ad ambasciatore in Costa d'Avorio, carica che ha ricoperto fino al 2001. Dal 2005 al 2009 è stato ambasciatore a Parigi, e dal 2013 al 2019 rappresentante permanente all'ONU. Dal 2 aprile 2019 ricopre l'incarico di ministro degli Esteri.
Oltre all'arabo, Boukadoum parla correntemente inglese, francese, portoghese e spagnolo.